# Джерусалемс-Лот (вымышленный город)
Джерусалемс-Лот или Иерусалимов Удел (англ. Jerusalem's Lot, часто сокращается как Салем, Салемс-Лот или просто Лот) — вымышленный город, который является частью вымышленной топографии штата Мэн американского писателя Стивена Кинга. Джерусалемс-Лот послужил декорацией для ряда его романов, повестей и рассказов. Он впервые появился в романе «Салемов удел» 1975 года, а в последний раз на сегодняшний день в романе 2019 года «Институт». Город описывается как расположенный в округе Камберленд, между городами (или включая их части) Фалмут, Уиндем и Камберленд, недалеко от южной части штата, примерно в 10 милях к северу от Портленда. Однако карта на официальном сайте Кинга показывает, что Джерусалемс-Лот расположен значительно севернее, примерно в Северо-западном Пискатакуисе (невключённая территория).
Кинг, уроженец Дарема (штат Мэн), создал троицу вымышленных городов штата — Джерусалемс-Лот, Касл-Рок и Дерри — как центральные элементы в нескольких работах.

## Происхождение и вдохновение
В «Пляске смерти», научно-популярном полуавтобиографическом обзоре ужасов во всех формах средств массовой информации, Кинг признаётся, что Джерусалемс-Лот в значительной степени произошёл из города Дарем, штат Мэн — в частности, район, в котором он жил в юности, известный как «Методистские уголки» (Methodist Corners). Дом Марстена в романе «Салемов удел» был основан на одноимённом пустующем доме в Методистских уголках. Кинг и его друзья исследовали настоящий дом Марстена в детстве.
Помимо часто используемой троицы Джерусалемс-Лот, Касл-Рок и Дерри, Кинг создал другие вымышленные города штата Мэн, в том числе Чемберлен в «Кэрри», Ладлоу (не имеющий отношения к настоящему городу Ладлоу в штате Мэн) в «Кладбище домашних животных» и «Тёмной половине», Хейвен в «Томминокерах», Литтл-Толл-Айленд в «Долорес Клейборн», «Буре столетия» и «Утренней доставке» (опубликована в сборнике рассказов «Команда скелетов»), и Честерс-Милл в «Под куполом».

## Вымышленная история и миф
Город, который стал Джерусалемс-Лотом, был основан в 1710 году проповедником по имени Джеймс Бун, лидером культа пуритан-раскольников. Культ стал печально известен в регионе своим открытым занятием колдовством и аморальными сексуальными практиками, включая инцест.
Город получил своё название от мифа об одном из первых жителей, Чарльзе Белкнапе Таннере, который разводил свиней. Одну из этих свиней назвали Иерусалим. Однажды Иерусалим сбежал в ближайший лес, где со временем одичал и стал агрессивным. Таннер начал предупреждать маленьких детей, чтобы они «держались подальше от лесного удела (участка) Иерусалима» (Keep 'ee out o' Jerusalem’s wood lot), чтобы свинья не съела их. В конце концов, фраза «Иерусалимов Удел» (Jerusalem’s Lot) была принята в качестве названия города.
В 1765 году Джерусалемс-Лот стал городом, штат Мэн тогда всё ещё был частью колонии Массачусетского залива. Город был заброшен в 1789 году после загадочного исчезновения последователей Джеймса Буна. Массовое исчезновение произошло вскоре после того, как Филип Бун, богатый потомок Джеймса Буна, получил оккультную книгу «De Vermis Mysteriis» (вымышленный гримуар). Он исчез вместе с остальной частью деревни.
В неизвестную дату, когда-то после исследования Буна и Макканна, люди снова начали населять город. К 1896 году у города был делегат в Палате представителей по имени Элиас Джойннер. Как указано в романе «Салемов удел», Джерусалемс-Лот был определён как обитель великого и таинственного зла, особенно вампиров.

## Произведения Стивена Кинга, действие которых происходит в Джерусалемс-Лоте
| Год  | Название           | Примечание |
| ---- | ------------------ | --- |
| 1975 | «Салемов удел»     | |
| 1977 | «На посошок»       | Рассказ-сиквел романа «Салемов удел», опубликованный в 1977 году и вошедший в сборник рассказов «Ночная смена» (1978) |
| 1978 | «Иерусалимов удел» | Короткий рассказ-приквел к романассказов «Ночная смена» (1978)                                                        |

Вымышленный город Удел Иерусалима в сериале Касл-Рок

## Произведения Стивена Кинга, которые ссылаются на Джерусалемс-Лот
| Год  | Название                         | Примечание                                                                                         |
| ---- | -------------------------------- | -------------------------------------------------------------------------------------------------- |
| 1977 | «Сияние»                         | |
| 1979 | «Мёртвая зона»                   | Главный герой Джонни Смит упоминает Джерусалемс-Лот по отношению к соседнему Камберленду, штат Мэн |
| 1982 | «Тело»                           | |
| 1983 | «Кладбище домашних животных»     | |
| 1992 | «Долорес Клейборн»               | |
| 2001 | «Ловец снов»                     | |
| 2003 | «Тёмная башня V: Волки Кальи»    | |
| 2004 | «Тёмная башня VI: Песнь Сюзанны» | |
| 2004 | «Тёмная башня VII: Тёмная башня» | |
| 2013 | «Доктор Сон»                     | Антагонистическая группа, известная как Истинный Узел, имеет убежище в Джерусалемс-Лоте            |
| 2014 | «Возрождение»                    | |
| 2019 | «Институт»                       | |

## Другие упоминания
После успеха телевизионного мини-сериала 1979 года «Салемские вампиры», адаптированного по роману Кинга, в 1987 году был снят сиквел «Жребий Салема 2: Возвращение в Салем».
Оригинальный роман Кинга был также адаптирован для радио-драмы BBC 1995 года «Салемов удел» и телевизионного мини-сериала 2004 года «Участь Салема».
Город упоминается в серии комиксов Алана Мура «Новый альманах путешественника» 2002—2003 годов.
Город упоминает рэпер Эминем в своей песне 2002 года «Lose Yourself».
Город упоминается в песне рок-группы «Nirvana» «Serve the Servants» из альбома «In Utero».
В японской манге «Кровавый круг — линия фронта» Нью-Йорк переименован в Хеллсалемс-Лот, как намёк на Джерусалемс-Лот. Несколько других аспектов сериала отдают дань уважения работам Кинга.
Джерусалемс-Лот появляется в восьмом эпизоде веб-телесериала «Касл-Рок», который продюсирует Кинг. Сын Генри Дивера, Уэнделл, садится в автобус до Джерусалемс-Лота после того, как его отец отправил его из Касл-Рока. Дорожный знак в эпизоде показывает, что город находится в 24 милях от Касл-Рока. Город — центральное место действия второго сезона сериала.
Очередная экранизация оригинального романа Кинга ожидается в предстоящем телесериале «Поселение Иерусалим».